# إسبانيا في الألعاب البارالمبية الصيفية 1976
شارك إسبانيا في دورة الألعاب البارالمبية الصيفية 1976، التي أقيمت في تورونتو بكندا، في الفترة الممتدة من 3 أغسطس حتى 11 أغسطس.
حصد إسبانيا 12 ميدالية في هذه الدورة (4 ذهبية، 6 فضية، 2 برونزية) محتلاً المرتبة 22 في الترتيب النهائي بين 32 دولة مشاركة.

## قائمة الميداليات
| الميدالية | الرياضي / الرياضية        | المنافسة    | المسابقة               |
| ذهبية     | ماريا تيريسا إريراس لوبيث | سباحة       | 75 متر متنوع 3 - سيدات |
| ذهبية     | بيلتراد دي فيف براغنير    | سباحة       | 50 متر حرة 3 - رجال    |
| ذهبية     | أنطونيو ديلغادو بالومو    | ألعاب القوى | 100 متر F - رجال       |
| ذهبية     | أنطونيو ديلغادو بالومو    | ألعاب القوى | قفز طويل F - رجال      |
| فضية      | ماريا تيريسا إريراس لوبيث | سباحة       | 25 متر فراشة 3 - سيدات |
| فضية      | ماريا تيريسا إريراس لوبيث | سباحة       | 50 متر صدر 3 - سيدات   |
| فضية      | بيلتراد دي فيف براغنير    | سباحة       | 75 متر متنوع 3 - رجال  |
| فضية      | خوليو غوتييرث غارثيا      | ألعاب القوى | قفز طويل B - رجال      |
| فضية      | خوسيه سانتوس بوياتوس      | ألعاب القوى | 100 متر F - رجال       |
| فضية      | إلوي غيريرو أسينسيو       | ألعاب القوى | التعرج 2 - رجال        |
| برونزية   | ماريا تيريسا إريراس لوبيث | سباحة       | 50 متر حرة 3 - سيدات   |
| برونزية   | خوسيه سانتوس بوياتوس      | ألعاب القوى | قفز طويل F - رجال      |